# Portland Trail Blazers 2019-2020
La stagione 2019-2020 dei Portland Trail Blazers è la 50ª stagione della franchigia nella NBA.
L'11 marzo 2020, la stagione NBA è stata interrotta per via della pandemia di COVID-19, dopo che il giocatore degli Utah Jazz Rudy Gobert è stato trovato positivo al virus.
Il 4 giugno, i Trail Blazers, con la decisione da parte del NBA di terminare la stagione, riescono a far parte delle 22 squadre qualificate e ancora in lotta per i playoff. 

## Maglie
Lo Sponsor tecnico, come per tutte le squadre NBA, è Nike, mentre Biofreeze è l'unico sponsor sulla canotta. 
| Bianca | Nera | Rossa | City edition |

## Draft
| Giro | Scelta | Giocatore       | Ruolo | Nazionalità | Università/Squadra  |
| ---- | ------ | --------------- | ----- | ----------- | ------------------- |
| 1    | 25     | Anfernee Simons | AP    | Stati Uniti | N. Carol. Tar Heels |

## Roster
| \| Pos. \| Num. \| Naz. \| Nome \| Altezza \| Peso \| Data nascita \| Provenienza \| \| ----- \| ---- \| ---- \| ------------------- \| ------- \| ------ \| ------------ \| ------------------ \| \| AP/AG \| 00 \| \| Anthony, Carmelo \| 203 cm \| 108 kg \| 29-05-1984 \| Syracuse \| \| G \| 2 \| \| Trent, Gary \| 198 cm \| 98 kg \| 18-01-1999 \| Duke \| \| AG/C \| 33 \| \| Collins, Zach \| 213 cm \| 104 kg \| 19-11-1997 \| Gonzaga \| \| G \| 5 \| \| Hood, Rodney \| 203 cm \| 93 kg \| 21-09-1992 \| Duke \| \| C \| 4 \| \| Brown, Moses (TW) \| 218 cm \| 111 kg \| 13-10-1999 \| UCLA \| \| AP \| 6 \| \| Hoard, Jaylen (TW) \| 206 cm \| 98 kg \| 30-03-1999 \| Wake Forest \| \| AP \| 8 \| \| Ariza, Trevor \| 203 cm \| 98 kg \| 30-05-1985 \| UCLA \| \| AP \| 9 \| \| Little, Nassir \| 201 cm \| 100 kg \| 11-02-2000 \| North Carolina \| \| P \| 0 \| \| Lillard, Damian (C) \| 191 cm \| 88 kg \| 15-07-1990 \| Weber State \| \| G \| 3 \| \| McCollum, C. J. \| 191 cm \| 86 kg \| 19-09-1991 \| Lehigh \| \| P \| 10 \| \| Adams, Jaylen \| 185 cm \| 86 kg \| 18-02-1996 \| St. Bonaventure \| \| C \| 27 \| \| Nurkić, Jusuf \| 213 cm \| 127 kg \| 23-08-1994 \| Bosnia Herzegovina \| \| G \| 1 \| \| Simons, Anfernee \| 193 cm \| 84 kg \| 08-06-1999 \| IMG Academy \| \| C \| 21 \| \| Whiteside, Hassan \| 213 cm \| 120 kg \| 13-06-1989 \| Marshall \| \| AG \| 35 \| \| Gabriel, Wenyen \| 206 cm \| 93 kg \| 26-03-1997 \| Kentucky \| \| AP \| 44 \| \| Hezonja, Mario \| 203 cm \| 99 kg \| 25-02-1995 \| Croatia \| \| AG \| 50 \| \| Swanigan, Caleb \| 206 cm \| 114 kg \| 18-04-1997 \| Purdue \| | Allenatore - Terry Stotts Assistente/i - John McCullough - Jim Moran - Dale Osbourne - Nate Tibbetts - Jannero Pargo Legenda - (C) Capitano - (FA) Free agent - (S) Sospeso - (TW) Contratto Two-way - (GL) Assegnato a squadra G League affiliata - Infortunato Roster • Transazioni · Ultima transazione: 20 gennaio 2020 |                                                   |                     |         |        |              |                    |
| Pos. | Num. | Naz.                                              | Nome                | Altezza | Peso   | Data nascita | Provenienza        |
| AP/AG | 00 | Stati Uniti (bandiera)                            | Anthony, Carmelo    | 203 cm  | 108 kg | 29-05-1984   | Syracuse           |
| G | 2 | Stati Uniti (bandiera)                            | Trent, Gary         | 198 cm  | 98 kg  | 18-01-1999   | Duke               |
| AG/C | 33 | Stati Uniti (bandiera)                            | Collins, Zach       | 213 cm  | 104 kg | 19-11-1997   | Gonzaga            |
| G | 5 | Stati Uniti (bandiera)                            | Hood, Rodney        | 203 cm  | 93 kg  | 21-09-1992   | Duke               |
| C | 4 | Stati Uniti (bandiera)                            | Brown, Moses (TW)   | 218 cm  | 111 kg | 13-10-1999   | UCLA               |
| AP | 6 | Francia (bandiera)                                | Hoard, Jaylen (TW)  | 206 cm  | 98 kg  | 30-03-1999   | Wake Forest        |
| AP | 8 | Stati Uniti (bandiera)                            | Ariza, Trevor       | 203 cm  | 98 kg  | 30-05-1985   | UCLA               |
| AP | 9 | Stati Uniti (bandiera)                            | Little, Nassir      | 201 cm  | 100 kg | 11-02-2000   | North Carolina     |
| P | 0 | Stati Uniti (bandiera)                            | Lillard, Damian (C) | 191 cm  | 88 kg  | 15-07-1990   | Weber State        |
| G | 3 | Stati Uniti (bandiera)                            | McCollum, C. J.     | 191 cm  | 86 kg  | 19-09-1991   | Lehigh             |
| P | 10 | Stati Uniti (bandiera)                            | Adams, Jaylen       | 185 cm  | 86 kg  | 18-02-1996   | St. Bonaventure    |
| C | 27 | Bosnia ed Erzegovina (bandiera)                   | Nurkić, Jusuf       | 213 cm  | 127 kg | 23-08-1994   | Bosnia Herzegovina |
| G | 1 | Stati Uniti (bandiera)                            | Simons, Anfernee    | 193 cm  | 84 kg  | 08-06-1999   | IMG Academy        |
| C | 21 | Stati Uniti (bandiera)                            | Whiteside, Hassan   | 213 cm  | 120 kg | 13-06-1989   | Marshall           |
| AG | 35 | Sudan del Sud (bandiera) · Stati Uniti (bandiera) | Gabriel, Wenyen     | 206 cm  | 93 kg  | 26-03-1997   | Kentucky           |
| AP | 44 | Croazia (bandiera)                                | Hezonja, Mario      | 203 cm  | 99 kg  | 25-02-1995   | Croatia            |
| AG | 50 | Stati Uniti (bandiera)                            | Swanigan, Caleb     | 206 cm  | 114 kg | 18-04-1997   | Purdue             |

## Classifiche

### Northwest Division
| Northwest Division      | Northwest Division | Northwest Division | Northwest Division | Northwest Division | Northwest Division | Northwest Division | Northwest Division | Northwest Division |
| Squadra                 | V                  | S                  | V%                 | PR                 | Casa               | Trasf              | Div                | PG                 |
| ----------------------- | ------------------ | ------------------ | ------------------ | ------------------ | ------------------ | ------------------ | ------------------ | ------------------ |
| y – Denver Nuggets      | 46                 | 27                 | .630               | 7,0                | 26–11              | 20–16              | 12–2               | 73                 |
| x – Oklahoma Thunder    | 44                 | 28                 | .611               | 8,5                | 23–14              | 21–14              | 8–5                | 72                 |
| x – Utah Jazz           | 44                 | 28                 | .611               | 8,5                | 23–12              | 21–16              | 5–7                | 72                 |
| v – Portland T. Blazers | 35                 | 39                 | .473               | 18,5               | 21–15              | 14–24              | 5–8                | 74                 |
| Minnesota T'wolves      | 19                 | 45                 | .297               | 29,5               | 8–24               | 11–21              | 2–10               | 64                 |

### Western Conference
| Western Conference | Western Conference      | Western Conference | Western Conference | Western Conference | Western Conference | Western Conference |
| #                  | Squadra                 | V                  | S                  | V%                 | PR                 | PG                 |
| ------------------ | ----------------------- | ------------------ | ------------------ | ------------------ | ------------------ | ------------------ |
| 1                  | c – L.A. Lakers *       | 52                 | 19                 | .732               | –                  | 71                 |
| 2                  | x – L.A. Clippers       | 49                 | 23                 | .681               | 3,5                | 72                 |
| 3                  | y – Denver Nuggets *    | 46                 | 27                 | .630               | 7,0                | 73                 |
| 4                  | y – Houston Rockets *   | 44                 | 28                 | .611               | 8,5                | 72                 |
| 5                  | x – Oklahoma Thunder    | 44                 | 28                 | .611               | 8,5                | 72                 |
| 6                  | x – Utah Jazz           | 44                 | 28                 | .611               | 8,5                | 72                 |
| 7                  | x – Dallas Mavericks    | 43                 | 32                 | .573               | 11,0               | 75                 |
| 8                  | v – Portland T. Blazers | 35                 | 39                 | .473               | 18,5               | 74                 |
|                    |                         |                    |                    |                    |                    |                    |
| 9                  | v – Memphis Grizzlies   | 34                 | 39                 | .466               | 19,0               | 73                 |
| 10                 | Phoenix Suns            | 34                 | 39                 | .466               | 19,0               | 73                 |
| 11                 | San Antonio Spurs       | 32                 | 39                 | .451               | 20,0               | 71                 |
| 12                 | Sacramento Kings        | 31                 | 41                 | .431               | 21,5               | 72                 |
| 13                 | N.O. Pelicans           | 30                 | 42                 | .417               | 22,5               | 72                 |
| 14                 | Minnesota T'wolves      | 19                 | 45                 | .297               | 29,5               | 64                 |
| 15                 | G.S. Warriors           | 15                 | 50                 | .231               | 34,0               | 65                 |

## Mercato

### Free Agency

#### Acquisti
| Data       | Giocatore        | Contratto             | Provenienza        |
| ---------- | ---------------- | --------------------- | ------------------ |
| 02/07/2019 | Jaylen Hoard     | Two-Way               | W.F. Dem. Deacons  |
| 03/07/2019 | Mario Hezonja    | 2 anni - $3.6 milioni | N.Y. Knicks        |
| 03/07/2019 | Anthony Tolliver |                       | Minnesota T'wolves |
| 25/07/2019 | Pau Gasol        | 1 anno- $2.5 milioni  | Milwaukee Bucks    |
| 19/10/2019 | Moses Brown      | Two-Way               | UCLA Bruins        |
| 19/11/2019 | Carmelo Anthony  | 1 anno - $2.1 milioni | Houston Rockets    |

#### Cessioni
| Giocatore       | Motivo     | Nuova squadra      |
| --------------- | ---------- | ------------------ |
| Al-Farouq Aminu | Rilasciato | Orlando Magic      |
| Jake Layman     | Rilasciato | Minnesota T'wolves |
| Seth Curry      | Rilasciato | Dallas Mavericks   |
| Enes Kanter     | Rilasciato | Boston Celtics     |
| Pau Gasol       | Tagliato   |                    |

### Scambi
| 24 giugno 2019  | Portland T. BlazersDraft rights per Kent Bazemore                                                           | Atlanta HawksEvan Turner |  |  |
| 6 luglio 2019   | Portland T. BlazersHassan Whiteside (da Miami)                                                              | L.A. ClippersMaurice Harkless (da Portland) Draft rights per Mathias Lessort (2017 #32) (da Philadelphia) Scelta 1º giro Draft 2023 (da Miami) |  |  |
| 6 luglio 2019   | Miami HeatJimmy Butler (da Philadelphia) Meyers Leonard (da Portland) Cash Consideration (da L.A. Clippers) | Philadelphia 76ersJosh Richardson (da Miami)                                                                                                   |  |  |
| 6 luglio 2019   | | |  |  |
| 8 luglio 2019   | Portland T. BlazersDraft rights per Bojan Dubljević (2013 #59)                                              | Minnesota T'wolvesJake Layman |  |  |
| 21 gennaio 2020 | Portland T. BlazersTrevor Ariza Wenyen Gabriel Caleb Swanigan                                               | Sacramento KingsKent Bazemore Anthony Tolliver Scelta 2º giro Draft 2024 Scelta 2º giro Draft 2025                                             |  |  |
| 6 febbraio 2020 | Portland T. BlazersCash consideration                                                                       | Atlanta HawksSkal Labissière |  |  |